# Cnesmone laevis
Cnesmone laevis là một loài thực vật có hoa trong họ Đại kích. Loài này được (Ridl.) Airy Shaw mô tả khoa học đầu tiên năm 1969.